# Falknowo
Falknowo – osada w Polsce położona w województwie warmińsko-mazurskim, w powiecie iławskim, w gminie Susz, na Pojezierzu Iławskim.
Przez miejscowość przebiega Droga wojewódzka nr 521.
W latach 1975–1998 miejscowość administracyjnie należała do województwa elbląskiego.
Pierwsza wzmianka o wsi z 1313. 